# أغنية الطائر
أغنية الطائر (بالإنجليزية: Songbird)‏ هو فيلم إثارة، رومانسي أمريكي صدر عام 2020 من إخراج أدم ماسون وانتاج مايكل بي وبطولة كيه جيه أبا،صوفيا كارسون،برادلي ويتفورد،بيتر ستورمار،ألكسندرا داداريو،باول والتر هوزر وديمي مور. الفيلم يدور في زمن جائحة فيروس كورونا 2019–20.